# Лондон-Саутенд
Лондон-Саутенд (IATA: SEN, ICAO: EGMC) (англ. London Southend Airport) — міжнародний аеропорт у районі Рочфорд, Ессекс, Англія, приблизно за 68 км від центру Лондона
Аеропорт є хабом для:
- Ryanair

## Історія
Початково летовище було відкрито Королівським льотним корпусом під час Першої світової війни.
Аеропорт було офіційно відкрито як муніципальний аеропорт 18 вересня 1935 року
Після придбання компанією Stobart Group у 2008 році згідно програми розвитку побудовано новий термінал та контрольну вежу, розширено злітно-посадкову смугу та сполучено з центральним Лондоном через регулярне залізничне сполучення між станцією Ліверпуль-стріт та станцією аеропорту Саутенд на лінії Шенфілд—Саутенд, що прямує до Саутенд-Вікторія
Компанія EasyJet розпочала польоти, відкривши базу в Саутенді в квітні 2012 р, а ірландський перевізник Aer Lingus Regional розпочав регулярні польоти до Дубліна в травні, що призвело до швидкого збільшення кількості пасажирів в аеропорту. Пасажирообіг в 2012 року склав — 617 027 осіб; протягом 12 місяців після початку відкриття цих послуг — 721,661 осіб в 2013 році — 969 912 в 2014 році — 1 1013 358, в 2015 році — 900 648, 2016 рік — 874 549 пасажирів Оператор аеропорту сподівається збільшити кількість пасажирів до двох мільйонів на рік до 2020 року.

## Авіалінії та напрямки
| Авіакомпанія | Пункт призначення |
| ------------ | --- |
| Ryanair      | Аліканте, Бухарест, Дублін, Фару, Малага Сезонний: Мілан-Бергамо (з 28 березня 2021),, Брест-Бретань (з 29 березня 2021), Корфу, Пальма-де-Мальорка, Реус |
| Widerøe      | Берген (з 12 квітня 2021), Крістіансанн (з 7 травня 2021)                                                                                                 |
| Wizz Air     | Бухарест |

## Транспорт

### Залізничний
З 2011 року аеропорту має власну залізничну станцію біля будівлі терміналу, станція Аеропорт Саутенд розташована на залізниці Шенфілд—Саутенд, який обслуговує Abellio Greater Anglia, що сполучає аеропорт зі станцією Ліверпуль-стріт у Лондоні до 8 разів на годину і зі станцією Саутенд-Вікторія в іншому напрямку відповідно. Подорож до Лондона займає приблизно 53 хвилини

### Автобуси
Аеропорт обслуговують автобуси, під орудою Arriva Southend в Саутенд, Рочфорд, Ашингдон, Хоуквелл, Хоклі, Іствуд і Релея.

## Статистика
Див. джерело запитів Вікіданих та джерела.